# Бочорма
Бочорма (груз. ბოჭორმა) — село в Грузії.
За даними перепису населення 2014 року в селі проживає 105 осіб.